# Mikołaj IV (patriarcha Aleksandrii)
Mikołaj IV – prawosławny patriarcha Aleksandrii w latach 1412–1417.